# Frederick Schule
Frederick William „Fred” Schule (ur. 27 września 1879 w Preston, zm. 14 września 1962 w Poughkeepsie) – amerykański lekkoatleta płotkarz, mistrz olimpijski.
Jako student University of Michigan zdobył mistrzostwo Stanów Zjednoczonych (AAU) w biegu na 120 jardów przez płotki w 1903. Mimo to nie on był faworytem biegu na 110 metrów przez płotki na igrzyskach olimpijskich w 1904 w St. Louis, lecz Edwin Clapp, który zdobył akademickie mistrzostwo USA (IC4A) na 120 jardów przez płotki w 1903 i 1904 oraz Thaddeus Shideler, który na miesiąc przez igrzyskami pokonał dystans 110 metrów przez płotki w 15,0 s, szybciej od rekordu świata Alvina Kraenzleina (wynik Shidelera nie został uznany za rekord świata, bo zmierzono go tylko na dwóch stoperach).
Clapp nie wystartował w eliminacjach, a Schule i Shideler awansowali (wraz z dwoma innymi biegaczami) do finału, w którym wygrał Schule z czasem 16,0 s; Shideler był drugi. Schule startował także na Igrzyskach w biegu na 200 m przez płotki, w którym zajął 5. miejsce.

## Rekordy życiowe
źródło:
- 120 y ppł – 15,8 s. (1904)
- skok w dal – 6,81 m (1901)